# Giovanni Battista Venturi
Giovanni Battista Venturi (Reggio Emilia, 1746 - Reggio Emilia, 1822) foi um físico italiano. Foi o descobridor e epónimo do efeito Venturi. Foi, também, epónimo da bomba Venturi e do tubo Venturi.
Aprendiz de Lazzaro Spallanzani. Foi ordenado padre em 1769 e, no mesmo ano, apontado professor de lógica no seminário de Reggio Emilia. Em 1774, ele é professor de geometriae filosofia na Universidade de Modena onde, em 1776, tornou-se professor de física.
Contemporâneo de Leonhard Euler e Daniel Bernoulli.

## Publicações selecionadas
- Experimental enquiries concerning the principle of the lateral communication of motion in fluids; applied to the explanation of various hydralic phenomena, translated from French, London 1799 (Digitalisat)
- Memoria intorno ad alcuni fenomeni geologici, Pavia 1817 (Digitalisat)
- Memoria intorno ad alcuni fenomeni geologici, Pavia 1817 (Digitalisat)
- Von dem Ursprung und den ersten Fortschritten des heutigen Geschützwesen, Denkschrift, gelesen im Institut den 8. Juni 1815, Berlin 1822 (Digitalisat)
- Storia di Scandiano del cavaliere Giambatista Venturi gentiluomo reggiano, Modena 1822 (Digitalisat)